# Pontaix

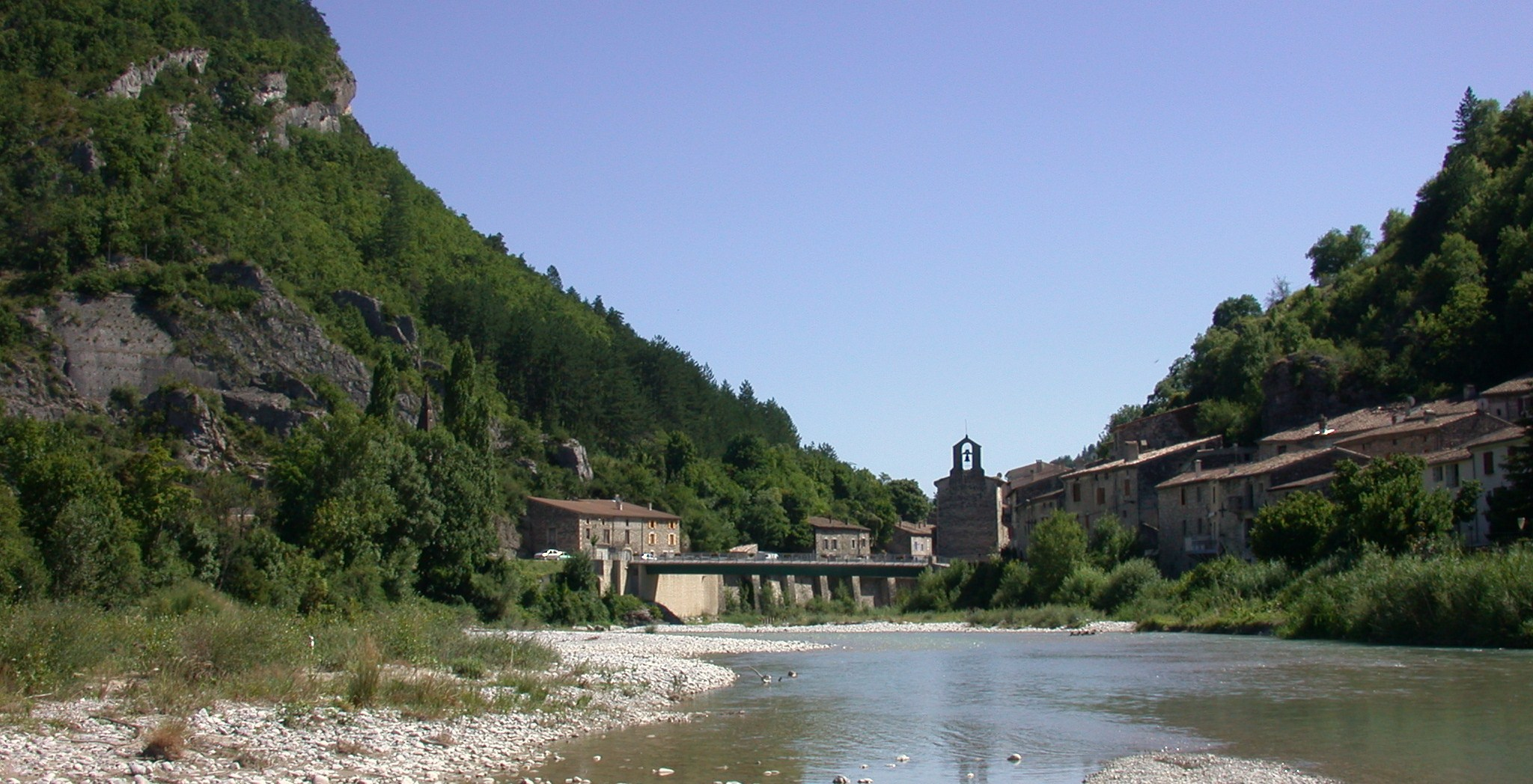
Pontaix (2008)

Pontaix is een gemeente in het Franse departement Drôme (regio Auvergne-Rhône-Alpes) en telt 155 inwoners (2005). De plaats maakt deel uit van het arrondissement Die.

## Geografie
De oppervlakte van Pontaix bedraagt 18,9 km², de bevolkingsdichtheid is 8,2 inwoners per km².

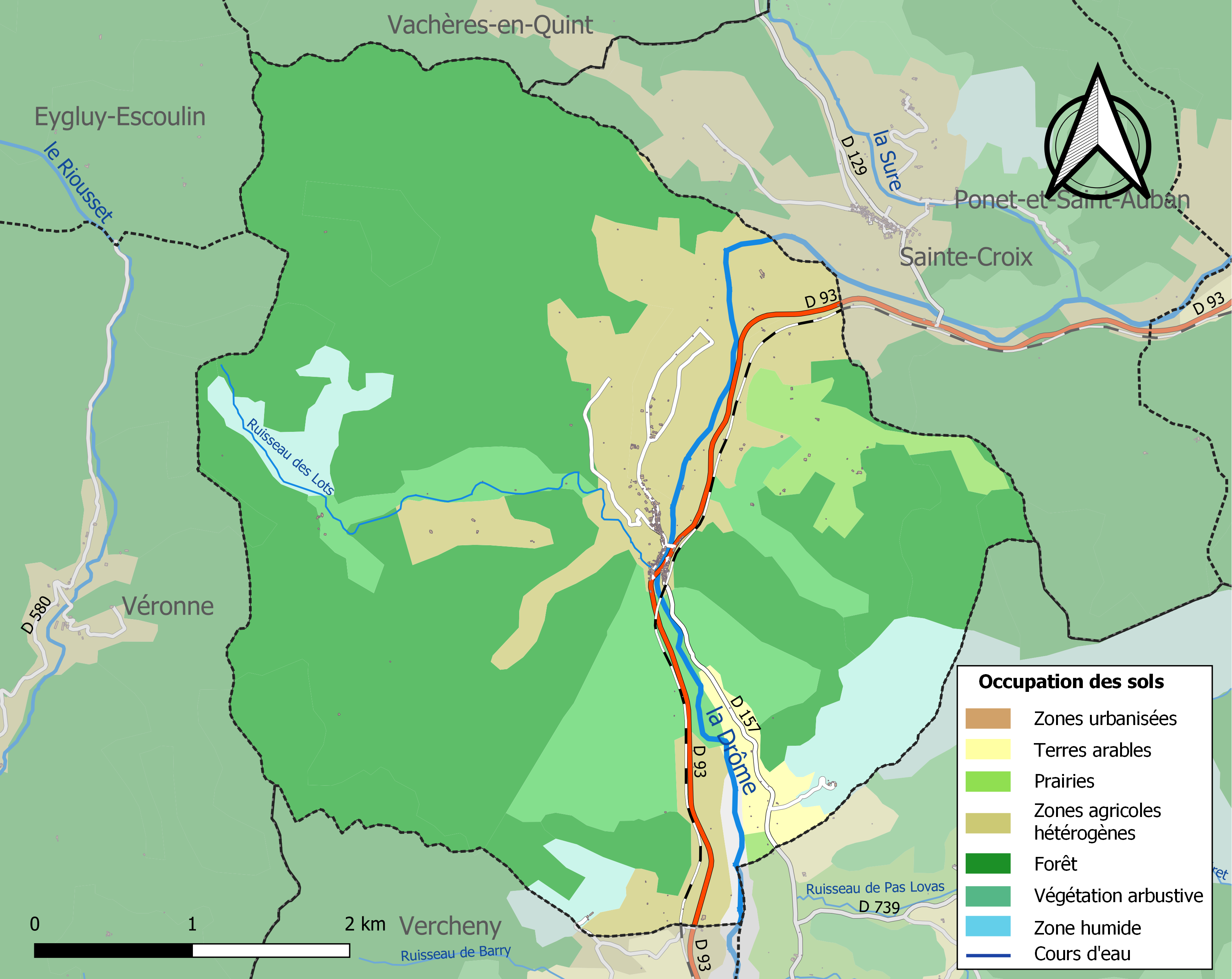
Kaart van de gemeente met belangrijkste infrastructuur, bodemgebruik en omliggende gemeenten

## Demografie
Onderstaande figuur toont het verloop van het inwonertal (bron: INSEE-tellingen).